# حساء الجبن
حساء الجبن (بالإسبانية: Caldo de queso)‏ هو حساء تقليدي من منطقة ارموسييو سونورا شمالي المكسيك، يُحضَّر باستخدام الجبنة كمكون أساسي. يتكون الحساء من ماء مغلي، بصل مقطع، بطاطا، طماطم ومردقوش شائع. ويضاف هريس الطماطم ومرق الدجاج المجفف (ماجي) كتوابل لإضافة النكهة. تُضاف الجبنة في النهاية، بمجرد أن تغلي المكونات الأخرى لمنع تكتّلها. لكنها تذوب في الحساء ما يعطيه مذاقاً ونكهة مميزة وكثافة بحيث يكون الحساء قابلاً للمضغ. يقدم هذا الحساء عادة مع خبز الذرة المحلاة (التُّرتية).